# Tramwaje w Mińsku

Zmiany w sieci tramwajowej w Mińsku w latach 1945 - 2018

Tramwaje w Mińsku – system tramwajowy w stolicy Białorusi, Mińsku, uruchomiony 22 maja 1892 r. jako konny, od 13 października 1929 r. jako elektryczny. Mińska sieć tramwajowa eksploatowała dawniej wagony tramwajowe produkcji zakładów ČKD, PTMZ, RVR, а także niemieckie wagony GT8M. Obecnie w ruchu liniowym kursują wyłącznie tramwaje produkcji białoruskiej: AKSM-743, AKSM-843 i AKSM-60102.

## Linie
Stan z lutego 2020 r.
| Linia | Trasa |
| ----- | --- |
|       | Zialony Łuh ↔ Płoszcza Miasnikowa Łahojski trakt, wuł. Ja. Kołasa, wuł. Czyrwonaja, prasp. Maszerawa, wuł. Kazłowa, wuł. Z. Biaduli, wuł. Pierszamajskaja, wuł. Uljanauskaja, wuł. Babrujskaja |
|       | Sierabranka ↔ Woziera wuł. Jakubawa, wuł. Plachanawa, wuł. Dauhabrodskaja, wuł. Kazłowa, prasp. Maszerawa, wuł. Daumana, Starawilenski trakt                                                   |
|       | Woziera ↔ Płoszcza Miasnikowa Starawilenski trakt, wuł. Daumana, prasp. Maszerawa, wuł. Kazłowa, wuł. Z. Biaduli, wuł. Pierszamajskaja, wuł. Uljanauskaja, wuł. Babrujskaja                    |
|       | Woziera ↔ Zialony Łuh Starawilenski trakt, wuł. Daumana, prasp. Maszerawa, wuł. Czyrwonaja, wuł. Ja. Kołasa, Łahojski trakt                                                                    |
|       | Zialony Łuh ↔ Sierabranka Łahojski trakt, wuł. Ja. Kołasa, wuł. Czyrwonaja, prasp. Maszerawa, wuł. Kazłowa, wuł. Dauhabrodskaja, wuł. Plachanawa, wuł. Jakubawa                                |
|       | Sierabranka ↔ Płoszcza Miasnikowa wuł. Jakubawa, wuł. Plachanawa, wuł. Dauhabrodskaja, wuł. Dauhabrodskaja, wuł. Czapajewa, wuł. Pierszamajska, wuł. Uljanauskaja, wuł. Babrujskaja            |
|       | Traktarny zawod ↔ Sierabranka wuł. Jakubawa, wuł. Plachanawa, wuł. Dauhabrodskaja |
|       | Zialony Łuh ↔ prasp. Niezależnasci Łahojski trakt, wuł. Ja. Kołasa, wuł. Czyrwonaja, prasp. Maszerawa, wuł. Kazłowa                                                                            |

## Tabor
Stan z lutego 2020 r.

### Eksploatowany
| Zdjęcie        | Typ              | Liczba | Początek eksploatacji |
| -------------- | ---------------- | ------ | --------------------- |
|                | AKSM-60102       | 131    | 2001                  |
|                | AKSM-743         | 1      | 2002                  |
|                | AKSM-843         | 5      | 2009                  |
|                | Stadler Metelica | 1      | 2019                  |
| Łączna liczba: | Łączna liczba:   | 137    |                       |

### Muzealny
| Zdjęcie | Typ        | Rok produkcji | Koniec eksploatacji | Numer    |
| ------- | ---------- | ------------- | ------------------- | -------- |
|         | LM-49      | 1959          | 1979                | 235      |
|         | DWM GT8M   | 1969          | 2009                | 180      |
|         | RWZ-6M2    | 1975          | 2008                | 420, 432 |
|         | Tatra T6B5 | 1991          | 2009                | 001      |